# Deiniol
Deiniol, venerato in Bretagna come san Denoual, in inglese Daniel (... – 584), è stato un vescovo e missionario britanno, primo vescovo di Bangor (Gwynedd, in Galles).

## Biografia
Si sa molto poco della sua vita, ma la tradizione secondo cui fu il primo vescovo di Bangor è molto forte. Sarebbe stato consacrato nel 545 da san David. L'odierna cattedrale di Bangor è consacrata a Deiniol e si ritiene che sorga sul sito del primo monastero. Viene festeggiato l'11 settembre.
Secondo una vita in latino del santo, conservata nel Peniarth MS226 e trascritta da Sir Thomas Williams di Trefriw nel 1602, era figlio di Dunaut Bwr, figlio di Pabo Post Prydein. Proverebbe dunque dalla famiglia che in origine dominava in un'area dell'Inghilterra del nord e che, avendo perduto i suoi possedimenti, ne aveva ricevuti altri da re Cyngen del Powys. Sarebbe stato educato da Cadoc di Llancarfan, mentre il luogo per edificare un monastero sul sito dell'odierna cattedrale di Bangor gli sarebbe stato dato da re Maelgwn del Gwynedd. Con san David partecipò al sinodo di Llanddewi Brefi, tenutosi attorno al 545, durante il quale furono discusse le regole per la penitenza.
Avrebbe anche fondato il monastero di Bangor-on-Dee nel Flintshire, in (Irlanda e proprio a lui è dedicata la chiesa di Hawarden nel Flintshire. A lui sono dedicate anche la Saint Deiniol's Library, biblioteca per studenti d'arte, voluta da William Gladstone nel 1896, la chiesa di Marchwiel e quelle a Itton nel Monmouthshire e a Llangarran nell'Herefordshire. Secondo gli Annales Cambriae Deiniol morì nel 584 e fu sepolto nell'isola di Bardsey.

## Culto
Dal Martirologio Romano, alla data dell'11 settembre: «Nell'isola di Bardsey sulla costa del Galles settentrionale, san Daniele (Deiniol Wyn), vescovo e abate di Bangor».